# Lerik
Lerik este un oraș din Azerbaidjan, centru administrativ al districtului eponim din sudul țării. Are 7,301 mii locuitori (2009), în cea mai mare parte talâși și azeri. Orașul beneficiază de o așezare foarte pitorească, la poalele munților Talâși, lângă Parcul național Hirkan. 